# ZX Interface 1

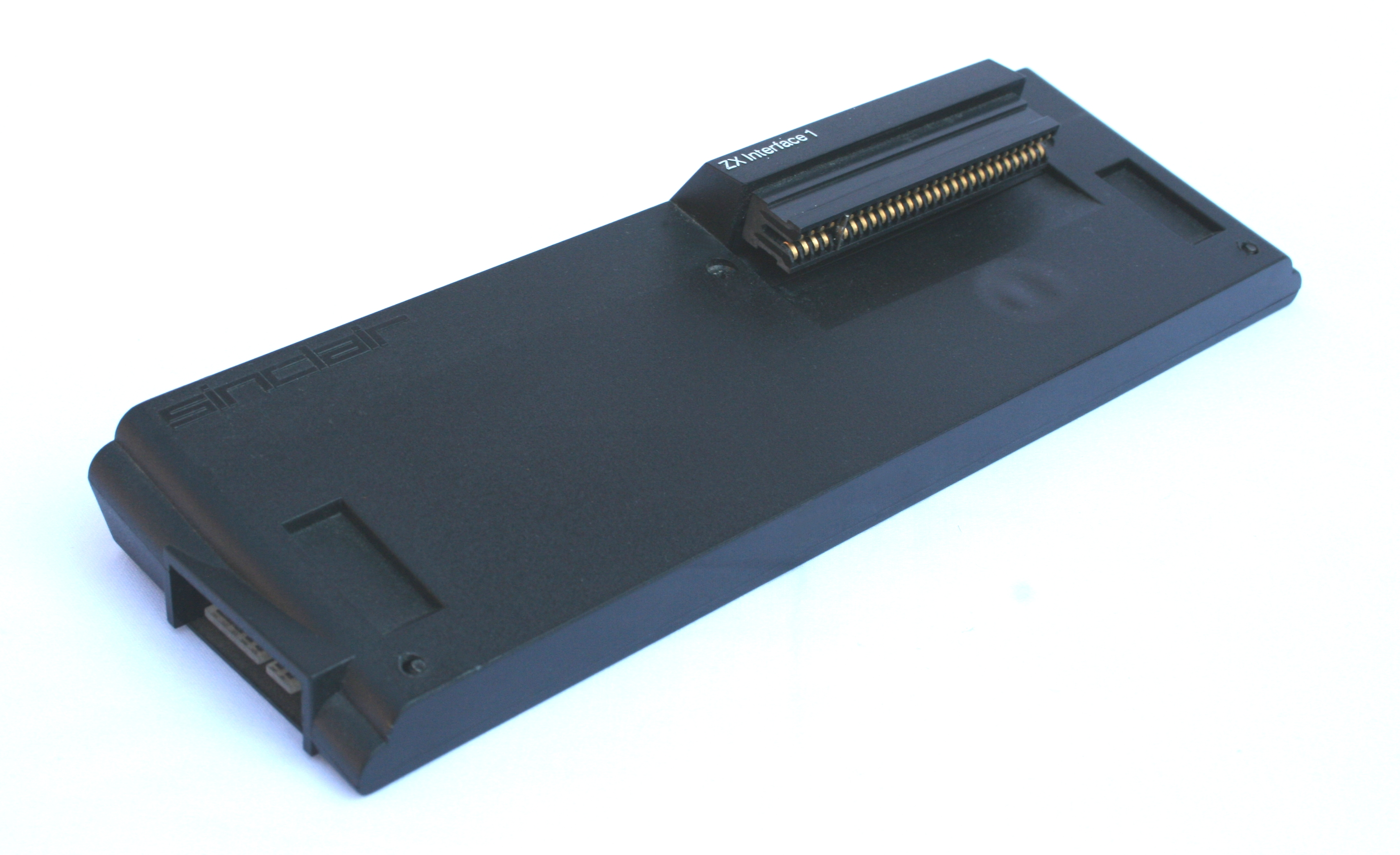
ZX Interface 1

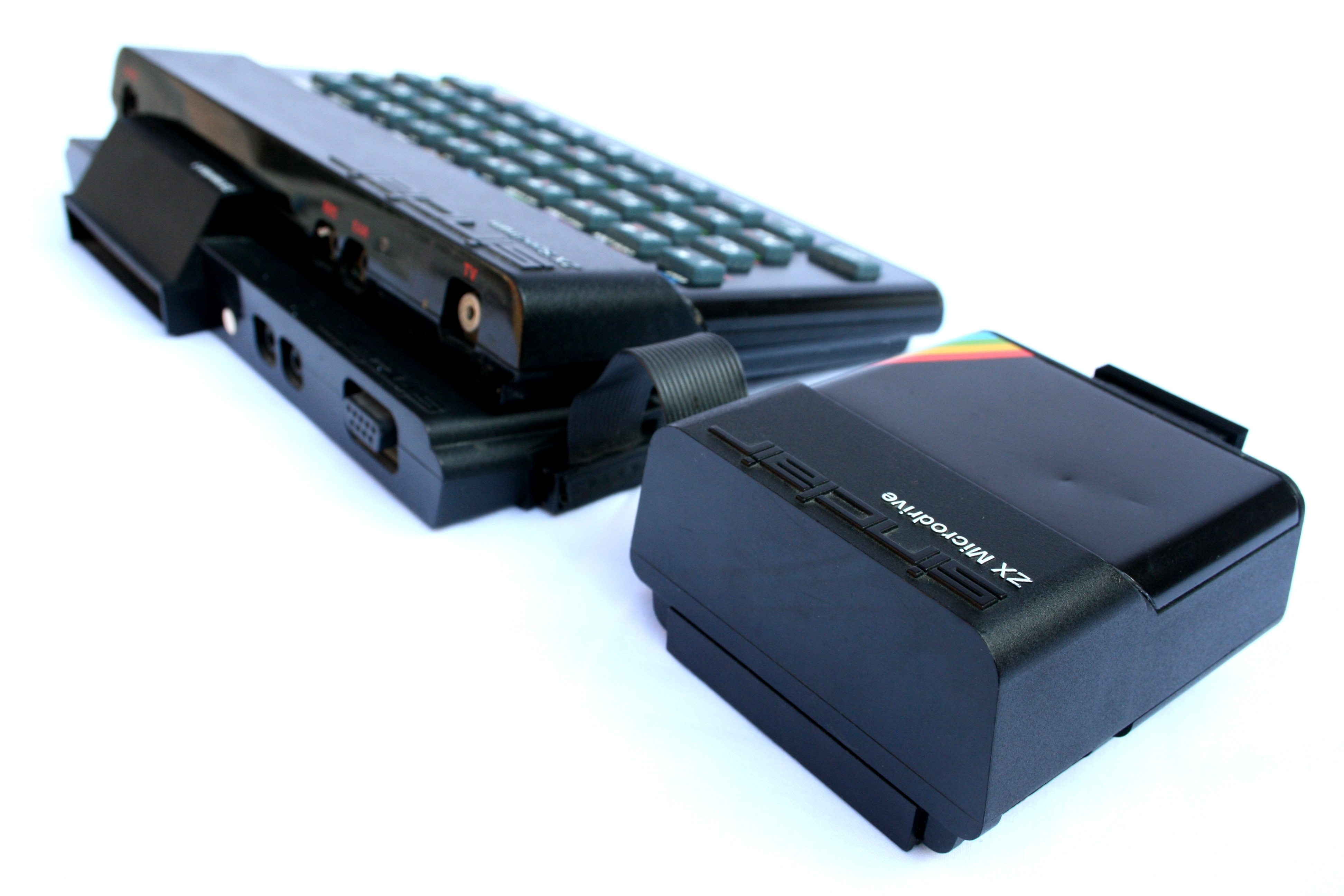
ZX Spectrum + Interface 1 + Microdrive

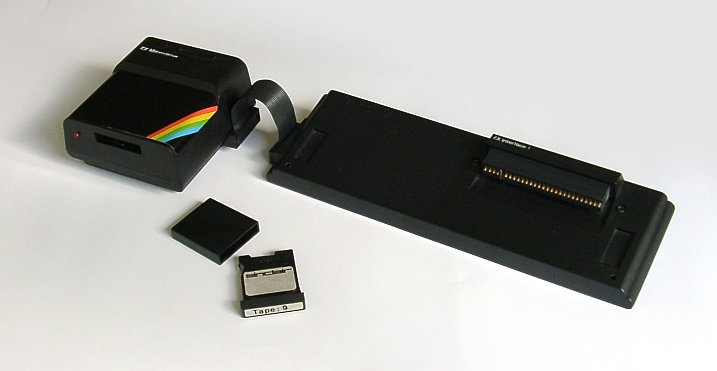
ZX Interface 1 с подключенным ZX Microdrive

ZX Interface 1 — модуль расширения для компьютера ZX Spectrum, выпущенный Sinclair Research Ltd в 1983 году.
Цена устройства составила 49,95 фунтов без ZX Microdrive, и 79,95 фунтов с одним Microdrive. Позже цена комплекта с Microdrive была увеличена до 99,95 фунтов, при этом комплект был дополнен четырьмя картриджами с программами.

## Описание
При подключении модуль ставился под ZX Spectrum, для защиты от случайного отключения модуль можно было прикрутить к корпусу Spectrum.
Первоначально модуль разрабатывался как сетевой интерфейс для объединения нескольких компьютеров в сеть, для организации локальной сети в школьном классе. Но перед выпуском была добавлена возможность подключения до восьми модулей ZX Microdrive — устройств для хранения данных на картриджах с закольцованной лентой. Кроме того, модуль имеет разъём DE-9 с интерфейсом стандарта RS-232 (последовательный порт), со скоростью обмена до 19,2 кбит/сек.
ZX Interface 1 содержит 8 КБ «теневого» ПЗУ с программой для Microdrive. Использование дополнительных ключевых слов в Sinclair BASIC стало возможно благодаря расширенной процедуре обработки ошибок. Этот метод со временем стал стандартным способом расширения языка.
ZX Interface 1 несовместим с некоторыми поздними моделями ZX Spectrum, такими как +2 и +3, из-за различий в ПЗУ и разъёмах расширения.

## ZX Net
Устройство имеет два сетевых порта, что позволяет объединить до 64-х ZX Spectrum с ZX Interface 1 в локальную сеть, соединяя их цепочкой. Используется проприетарный протокол, похожий на CSMA. Расстояние между узлами сети могло достигать 3 м (10 футов). Передача данных возможна как от одного узла сети к другому, так и широковещательно, на все компьютеры сразу. Максимальная скорость передачи — 100 кбит/сек.
Позже этот протокол, названный уже QLAN, использовался для Sinclair QL. Предполагалось, что протоколы будут совместимы, но совместимость оказалась нарушена из-за различий в таймингах.

### Сетевые игры
В разные годы было выпущено несколько игр, поддерживающих режим сетевой игры через ZX Net:
- Hunter-Killer и U-Boat Hunt (Protek, 1983)
- Delta Wing (Creative Sparks, 1984)
- Overlords (MC Lothlorien, 1985)
- TT Racer (Digital Integration, 1986)
- Admiral (Ice Group, 1998) — на русском языке
- 4 on a Row (CrisiSofT, 2005)